# Onthophagus triundulatus
Onthophagus triundulatus är en skalbaggsart som beskrevs av Vladimir Balthasar 1964. Onthophagus triundulatus ingår i släktet Onthophagus och familjen bladhorningar. Inga underarter finns listade i Catalogue of Life.